# LG Optimus LTE
LG Optimus LTE (P936)  – смартфон премиум класса на базе ОС Android с поддержкой мобильных сетей четвёртого поколения от компании LG Electronics. Это первый в мире LTE-смартфон с HD-дисплеем. Первый релиз поступил в продажу 10 октября 2011 года в Южной Корее. Чуть позднее продажи стартовали в США, Канаде и Японии. На данный момент смартфон продается также в Германии, Португалии, Швеции, Гонконге и Сингапуре.

## Описание смартфона
LG Optimus LTE выполнен в виде моноблока с полностью стеклянной лицевой поверхностью из стекла Gorilla Glass, пластиковыми боковыми вставками, окрашенными под алюминий  и пластиковой задней панелью с текстурным рисунком.  Три стандартных для Android-устройств кнопки на передней панели- сенсорные. Модуль камеры выступает на 0.5 мм над поверхностью задней крышки.
На верхнем торце LG Optimus LTE находятся кнопка включения, 3,5-мм разъем для наушников, порт USB и зарядного устройства. Спаренная клавиша регулировки громкости находится на левом торце аппарата. Камера не имеет собственной механической кнопки и управляется с тачскрина.
В смартфоне установлено 1 ГБ оперативной памяти и 4 ГБ флеш-памяти. Так же есть слот microSD, поддерживающий карты ёмкостью до 32 ГБ (в комплекте с аппаратом идет SD-карта емкостью 16 ГБ).
В LG Optimus LTE используется Li-Ion аккумулятор емкостью 1830 мАч.
На данный момент появилась информация о релизе LG Optimus LTE 2 .

## Технические особенности
LG Optimus LTE  работает на Android 2.3 (Gingerbread), производитель также обещает обновление до Android 4.0 Ice Cream Sandwich.
LG Optimus LTE  оснащён 4.5-дюймовым жидкокристаллическим True HD IPS дисплеем с разрешением 1280х720 (формат 720p) и кинематографическим соотношением сторон 16:9 и поддержкой полноценного мультитача.  Смартфон имеет 8-мегапиксельную основную камеру со светодиодной вспышкой и 1,3-мегапиксельную фронтальную. Основная видеокамера может записывать видео в разрешении 1080p.
LG Optimus LTE  оборудован чипом Qualcomm Snapdragon с двухъядерным процессором частотой 1,5 ГГц.
В смартфоне реализован механизм оперативной смены профилей на базе NFC-меток.

## Варианты названий смартфона
LG Optimus LTE
LG Optimus True HD LTE
LG P936
LG LU6200 (операторская версия)
LG SU640 (операторская версия)
LG Spectrum он же LG VS920 (вариант LG Optimus LTE для оператора Verizon Wireless)
LG Nitro HD (вариант LG Optimus LTE для оператора AT&T)